# Ільясов Шаміль Садикович
Ільясов Шаміль Садикович (01 жовтня 1960, смт Колхозабад, Таджикистан) — майстер художньої кераміки. Лавреат 3-го Всесоюзного фестивалю народної творчості, що проходив у Сімферополі, у 1989 році.). Член НСМНМУ з 2007 року.

## Біографія
Народився 1 жовтня 1960 року в смт Колхозабад у Таджикистані.
У 1984 році закінчив Душанбинське художнє училище, вичвся у Н. Хакімова. Був викладачем, а згодом і директором художньої школи у м. Нурек (Таджикистан). 
З 1988 року проживає в АР Крим. 
У 1990–1991 роках працював оформлювачем ремонтно-виробничих майстерень у смт Первомайське. У 1991–91993 роках працював керамістом художнього кооперативу «Етюд». У 1993–1998 роках працював художником гончарного цеху «Схід». У 1998–2003 роках завідував художнім відділ. дитячої школи мистецтв у м. Білогірськ.
У 2003–2004 роках працював на підприємстві «Артекрембуд». 
З 2005 року — на творчій роботі. З 1986 року — учасник мистецьких виставок.

## Творчість
Працює у галузі малої пластики з жанровими сценками, робить сувенірні іграшки у народних традиціях. В узагальнених образах передає ліричний настрій, гумор, національний колорит. 
Окремі роботи зберігаються у Кримськотатарському музеї мистецтв у Сімферополі.

### Твори
«Друзі» (1986), фонтан «Арзи» (1987), «Хлопчик на верблюді» (1993), «Наврез» (1994), «Пісня» (1995), «Фаджія» (1997), «Корова», «Поклик до рідного згарища» (обидва – 1998), «Ахмет Акай» (1999), «Баранці» (2000), «Пастушок» (2001), «Мандрівник» (2002), «Хлопчик із гарбузами» (2003), «Віслючок» (2007).